# Simulium aeneifacies
Simulium aeneifacies es una especie de insecto del género Simulium, familia Simuliidae, orden Diptera.
Fue descrita científicamente por Edwards en 1933.